# Giải Tinh thần độc lập cho đạo diễn xuất sắc nhất
Giải Tinh thần độc lập cho đạo diễn xuất sắc nhất là một trong các giải Tinh thần độc lập dành cho đạo diễn của một phim độc lập, được bầu chọn là xuất sắc nhất. Giải này được lập từ năm 1990.

## Các người đoạt giải & được đề cử

### Thập niên 1990
- 1990: Charles Burnett - To Sleep with Anger
  - Reginald Hudlin - House Party
  - John McNaughton - Henry: Portrait of a Serial Killer
  - Allan Moyle - Pump Up the Volume
  - Michael Roemer - The Plot Against Harry

### Thập niên 2000
- 2000: Ang Lee - Wo hu cang long (Crouching Tiger, Hidden Dragon)
  - Darren Aronofsky - Requiem for a Dream
  - Miguel Arteta - Chuck & Buck
  - Christopher Guest - Best in Show
  - Julian Schnabel - Before Night Falls
- 2001: Christopher Nolan - Memento
  - Michael Cuesta - L.I.E.
  - Cheryl Dunye - Stranger Inside
  - Richard Linklater - Waking Life
  - John Cameron Mitchell - Hedwig and the Angry Inch
- 2002: Todd Haynes - Far from Heaven
  - Joe Carnahan - Narc
  - Nicole Holofcener - Lovely & Amazing
  - Bernard Rose - Ivansxtc
  - Gus Van Sant - Gerry
- 2003: Sofia Coppola - Lost in Translation
  - Shari Springer Berman & Robert Pulcini - American Splendor
  - Gus Van Sant - Elephant
  - Jim Sheridan - In America
  - Peter Sollett - Raising Victor Vargas
- 2004: Alexander Payne - Sideways
  - Shane Carruth - Primer
  - Joshua Marston - Maria, llena eres de gracia (Maria Full of Grace)
  - Mario Van Peebles - How to Get the Man's Foot Outta Your Ass
  - Walter Salles - Diarios de motocicleta (The Motorcycle Diaries)
- 2005: Ang Lee - Brokeback Mountain
  - Gregg Araki - Mysterious Skin
  - Noah Baumbach - The Squid and the Whale
  - George Clooney - Good Night, and Good Luck.
  - Rodrigo García - Nine Lives
- 2006: Jonathan Dayton and Valerie Faris - Little Miss Sunshine
  - Robert Altman - A Prairie Home Companion
  - Ryan Fleck - Half Nelson
  - Karen Moncrieff - The Dead Girl
  - Steven Soderbergh - Bubble
- 2007: Julian Schnabel - The Diving Bell and the Butterfly 
  - Todd Haynes - I'm Not There
  - Tamara Jenkins - The Savages
  - Jason Reitman - Juno
  - Gus Van Sant - Paranoid Park
- 2008: Thomas McCarthy - The Visitor
  - Jonathan Demme - Rachel Getting Married
  - Courtney Hunt - Frozen River
  - Ramin Bahrani - Chop Shop
  - Lance Hammer - Ballast